# موسونيا (سمك)
الموسونيا (بالإنجليزية: Mawsonia)‏ هو جنس منقرض من أسماك الكولاكانث التي تعود إلى عصور ما قبل التاريخ. تُعد أكبر أجناس الكولاكانث، حيث يتراوح طولها من 3.5 متر (11.5 قدم) إلى 6.3 متر (20.7 قدم). وقد عاشت خلال الفترة الأخيرة من العصر الجوراسي إلى العصر الطباشيري (مراحل تيثونيان إلى سينومانيان منذ حوالي 152 إلى 96 مليون سنة) وذلك في أمريكا الجنوبية وشرق أمريكا الشمالية وأفريقيا. وُصفت الموسونيا أول مرة من قبل عالم الحفريات البريطاني آرثر سميث وودوارد في عام 1907.

## الوصف

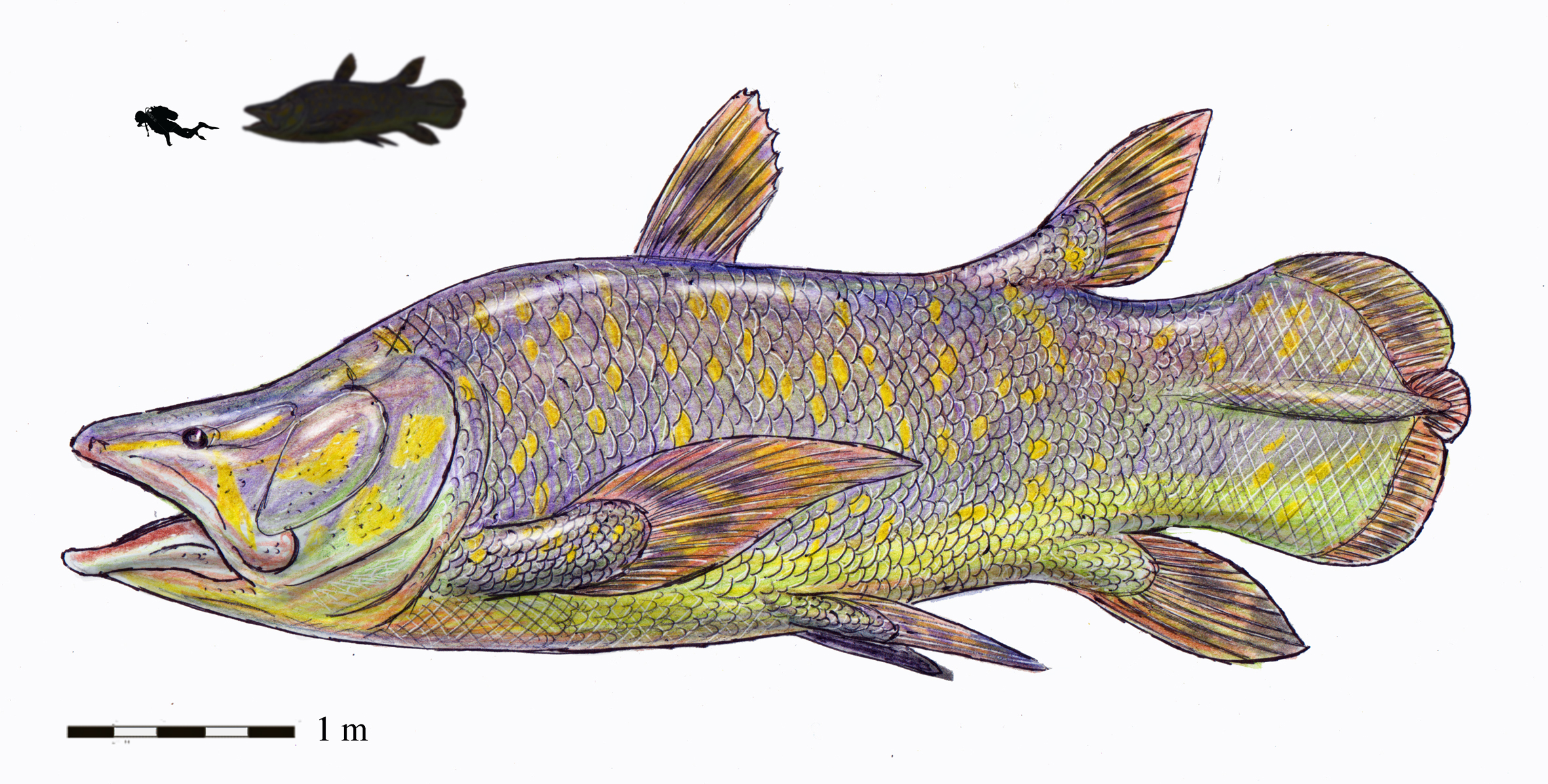
ترميم الحياة ومقارنة الحجم

تحتوي السمكة على ستة زعانف: اثنتان في الجزء العلوي من الجسم، واثنتان على الجانبين، وواحدة في نهاية الذيل، وواحدة في الجزء السفلي من الذيل. وبدلاً من وجود أسنان كان الفم من الداخل مغطى بأسنان صغيرة (1-2 مم).

## التصنيف
تم تسمية الجنس من قبل آرثر سميث وودوارد في عام 1907، من عينات وجدت في أوائل العصر الطباشيري (الهاوتريفيان) العمر مجموعة إلهاس من باهيا في البرازيل.
وقد تم العثور على الحفريات في ثلاث قارات. ففي أمريكا الجنوبية كانوا في تشكيلات باهيا وروموالدو وألكانتارا وبريجو سانتو وميساو فيلها في البرازيل، وتشكيلات تاكواريمبو في أوروغواي. أما في أفريقيا فهم معروفون من كونتيننتال إنتركالير للجزائر وتونس، وتشكيل عين القطار في تونس، ومجموعة كيم كيم المغربية، وحوض بابوري فيجويل في الكاميرون الممتد من أواخر العصر الجوراسي إلى أواخر العصر الطباشيري. وقد تم العثور أيضًا على الحفريات المخصصة لموسونيا في تشكل وودباين في تكساس بالولايات المتحدة الأمريكية، ثم جزءًا من قارة جزيرة أبالاتشي.
النوع هو موسونيا جيغاس سمي ووصف في عام 1907. تم وصف العديد من الأنواع المميزة منذ ذلك الحين. تم اقتراح كل من م. برازيلينسيس وم. ليبيكا وم. مينور وم. أوبنجينسيس لتكون مرادفات لـ م. جيجاس، وعلى الرغم من أن أطروحة ليو فراغوسو لعام 2014 حول الموسونيون وجدت أن م. برازيلينسيس صحيحة وتحذر من مرادف م. الأخرى. تعتبر العديد من المنشورات الحديثة أن م. برازيلينسيس صالحة أيضًا. وعلى الرغم من اعتباره في البداية منتميًا إلى هذا الجنس، إلا أنه من المرجح أن يشير «الموسونيا» لافوكاتي إلى أكسلروديتشثيس بدلاً من ذلك.

## علم البيئة
كان موطن الموسونيا المياه العذبة والنظم البيئية قليلة الملوحة.

## لقراءة متعمقة
- أسماك العالم بقلم جوزيف س. نيلسون
- تاريخ أسماك الكولاكانث بقلم بيتر فوري
- اكتشاف الأسماك الأحفورية بقلم جون مايسي وجون جي مايسي
- صعود الأسماك: 500 مليون سنة من التطور بقلم جون أ. لونج
- تطور النظم البيئية الأحفورية بقلم بول سلدن وجون نودز